# Lorene Drive
Lorene Drive ist eine 2002 gegründete Post-Hardcore-/Alternative-Rock-Band aus Victorville, Kalifornien. Die Gruppe löste sich 2009 auf, fand aber drei Jahre später wieder zusammen.

## Geschichte
Die Musiker Daniel Murillo (Gesang, E-Bass), Stephen Fisher und Justin Smith (beide E-Gitarre) sowie Kris Comeaux (Schlagzeug) gründeten bereits zur Junior-High-Zeiten die Band Lorene Drive, welche unter anderem von Hawthorne Heights, Glassjaw, Cave In, aber auch von Led Zeppelin, Metallica und The Black Crowes musikalisch beeinflusst wurde. Unterstützt wurde die Gruppe von Lyle Tilo Reust (E-Gitarre), Kevin Roddy (E-Bass), John Martinez (E-Gitarre, Hintergrundgesang) und Matthew Kearns (E-Bass).
Bereits 2003 erschien die EP Savan in Super Pursuit Mode, welche später bei Top Notch Records neu aufgelegt wurde. Im Jahr 2004 wurde die Gruppe von Lobster Records, einem Independent-Label aus Santa Barbara unter Vertrag genommen. Ein Jahr später erschien das Debütalbum Romantic Wealth über die Plattenfirma. Zwischen November und Dezember 2005 tourte die Gruppe mit Cave In und Doomriders durch die Vereinigten Staaten.
2005 und 2007 tourte die Band auf der Warped Tour. Außerdem spielte die Gruppe auf der Taste-of-Chaos-Tour in den USA. Im Jahr 2008 erfolgte die Veröffentlichung der EP Out Alive, bevor sich die Gruppe 2009 auflöste. Daniel Murillo wurde Sänger bei Hollywood Undead, nachdem deren bisheriger Sänger Aaron Erlichman aus der Band geworfen wurde.
Nach einer dreijährigen Auszeit kündigte die Gruppe auf Twitter an, wieder an einem neuen Album zu arbeiten.

## Diskografie

### EPs
- 2003: Savan in Super Pursuit Mode (Top Notch Records)
- 2008: Out Alive (Lobster Records)

### Alben
- 2005: Romantic Wealth (Lobster Records)